# De un país en llamas
De un país en llamas es el tercer álbum de estudio de 1985 del grupo musical español Radio Futura. Publicado por Ariola Eurodisc, el disco supone el tercer trabajo de la banda.
Por aquel entonces Radio Futura estaba compuesta por los hermanos Santiago (voz, guitarra rítmica) y Luis Auserón (bajo), junto a Enrique Sierra (guitarra solista) y Carlos Solrac Velázquez (batería), que abandonaría la formación tras la publicación de este trabajo.

## Antecedentes y grabación
El año 1984 termina para Radio Futura con el grupo encerrado en una casa (Torre Áurea) en el municipio madrileño de San Lorenzo De El Escorial maquetando su siguiente trabajo en pocas semanas. Dado que su anterior trabajo La ley del desierto / La ley del mar había tenido un período nada menos que de tres años de preparación, el grupo se planteaba ahora la realización de un disco con mayor rapidez, en un proceso creativo del que nacerá De un país en llamas.
Tras el encierro para realizar la maqueta, ya en 1985, viajan a Londres con ocho temas de los que se extraen seis. En la capital británica se completa la grabación definitiva, con diez temas que, al contrario que hasta el momento, nunca habían tocado todos juntos. Con la firma definitiva con Ariola (aunque colaboraban con la discográfica desde su anterior disco, el contrato no se firma hasta éste) y la producción de Joe Dworniak y Duncan Bridgeman, que habían trabajado con grupos de funk como I Level o Shake Shake, el grupo busca un sonido más barroco y elaborado ("los primeros trazos de una lírica hispana envuelta en sonido eléctrico internacional"), compensando de alguna manera el estilo un tanto naif de La ley.... El trabajo se graba y mezcla en The Music Works Studios y Markus Studios entre febrero y marzo.
El resultado final es De un país en llamas, álbum que ha sido en ocasiones acusado de barroquismo por estar cargado de innovaciones tecnológicas (ecos, golpes metálicos, ruidos); en ocasiones la producción queda por encima del trabajo del grupo. Aun así, su sonido contundente y oscuro y su misteriosa atmósfera, así como sus letras crípticas, darán lugar a un puñado de temas que se encuentran entre los clásicos del grupo («El tonto Simón», «No tocarte», «Han caído los dos»). De hecho, Santiago ha valorado este disco como uno de sus favoritos de esta primera parte de la trayectoria del grupo:

De un país en llamas representa un momento más maduro de nuestro periodo de reflexión sobre el pop-rock europeo
En El País de las Tentaciones, 3/7/1998.

En cuanto a influencias, en el trabajo siguen apreciándose con claridad los aires anglosajones (Talking Heads, Bowie, John Cale), aunque temas como «El tonto Simón» o «El viento de África» se van acercando a las raíces sureñas y latinas.

## Sencillos
Del álbum se extraen como sencillos: «El tonto Simón» (en dos versiones, una con «El viento de África» como cara B y la otra con dos versiones de la propia canción, retituladas "de tarde" y "de madrugada"), «La ciudad interior» / Un vaso de agua (al enemigo)», «No tocarte» (con «Las líneas de la mano») y «Han caído los dos» / «En alas de la mentira». Además se edita un maxisencillo (que no suele aparecer en las discografías oficiales del grupo) "para uso profesional en discotecas" con cuatro temas: «No tocarte», «La ciudad interior», «En el Chino» y «Las líneas de la mano».

## Resultado comercial y gira
Aunque el disco es un éxito de ventas, tal y como su trabajo anterior, quizá la heterogeneidad con respecto al anterior trabajo y los propios problemas del grupo influyen en que la gira de este año sea algo más corta y menos multitudinaria que la anterior. En mayo cierran las fiestas de San Isidro en Madrid (el disco se edita ese mismo mes); para entonces ya son, para la crítica, el grupo más notable del pop nacional. Curiosamente y de cara a dicho concierto se produce una pequeña polémica con la organización: el Ayuntamiento de Madrid lo presenta en su información oficial sobre las fiestas como la "presentación" en directo del nuevo álbum; la banda lo desmiente en una carta al diario El País: 

Radio Futura [...] no desea hacer ninguna presentación pomposa del nuevo material, [...] reservándose para más adelante la realización de un planteamiento completo de sus nuevas canciones ante el público madrileño, al que le une un particular nivel de entendimiento, y que el grupo tiene especial interés en preservar de toda confusión. El grupo quiere evitar todo exceso de significación forzada en torno a su trabajo y lamenta que el estilo del boom, propio del espectáculo tradicional, tienda a generalizarse en torno al rock, que es un arte que debe quedar a ras de la calle.

## Ruptura de la formación
La grabación de De un país... traería también tensiones entre los componentes de la formación, lo que redundaría en que el equipo de producción trabajara de modo autónomo. El disco ha servido para reafirmarles ante el público pero también les plantea la necesidad de profesionalizarse al máximo. Además de ello, las tensiones sobre la dirección artística que estaba tomando el grupo acaban concluyendo en el abandono del grupo del batería, Solrac.

## Lista de canciones
| Cara A |                         |          |  |
| N.º    | Título                  | Duración |  |
| 1.     | «No tocarte»            | 4:29     |  |
| 2.     | «La ciudad interior»    | 4:30     |  |
| 3.     | «El tonto Simón»        | 5:12     |  |
| 4.     | «En alas de la mentira» | 5:07     |  |
| 5.     | «El viento de África»   | 3:32     |  |

| Cara B |                                |          |  |
| N.º    | Título                         | Duración |  |
| 6.     | «En el Chino»                  | 3:43     |  |
| 7.     | «Las líneas de la mano»        | 4:26     |  |
| 8.     | «Han caído los dos»            | 4:10     |  |
| 9.     | «Un vaso de agua (al enemigo)» | 3:57     |  |
| 10.    | «La vida en la frontera»       | 5:42     |  |